# Jorge Ernesto Pineda
Jorge Ernesto Pineda (Langue, Valle, Honduras, 26 de octubre de 1964) es un exfutbolista y entrenador hondureño. Actualmente dirige al Cuervos de la Liga de Ascenso de Honduras.

## Trayectoria

### Como jugador
En su carrera como jugador de fútbol, participó con el Club Deportivo y Social Vida de La Ceiba, desde 1988 hasta 1996, marcando 35 goles. Luego pasó a engrosar las filas del Club Deportivo Victoria (1996-1998) donde anotó tres goles. Desde 1998 a 1999 fue integrante del Real Maya de Tegucigalpa. De 1999 hasta el 2000 fue parte del Club Broncos, donde marcó siete goles. Desde el año 2000 hasta el 2002, regresó al Club Victoria de La Ceiba donde anotó diecisiete goles. Para los torneos: Apertura y Clausura 2002-2003 fue parte del Real España de San Pedro Sula, donde anotó tres goles. Después regresó al Victoria, donde terminó su carrera como futbolista activo en el Apertura 2003-2004, anotando dos goles.

### Como entrenador
Después de terminada su participación como jugador activo del Club Deportivo Victoria de La Ceiba, el presidente del Club, César Nasthas, le brindó a la oportunidad de convertirse en entrenador del equipo, en el año 2005. Sin embargo, Pineda no llenaba los requisitos del colegio de entrenadores de Honduras, por lo que le negaron su inmediata inscripción. Por esta razón, se vio en la necesidad de sacar un curso express por Internet para entrenadores de fútbol. Luego de pasar el examen, el colegio de entrenadores de Honduras lo acreditó y fue así como tuvo la oportunidad de ser inscrito como técnico del Club Deportivo Victoria. 
Como técnico del Club Deportivo Victoria Pineda dirigió 60 encuentros: ganó 23, eempató 16 y perdió 21. 
Con estos resultados; Jorge Ernesto tuvo la oportunidad de pelear el título de Liga Nacional de Fútbol de Honduras, contra el Club Deportivo Olimpia de Tegucigalpa en el 2006. El cual perdió, al empatar en el primer juego a tres goles, y perder el juego de visita 0-1.
La obtención de ese subcampeonato, le permitió a Pineda pelear en ese mismo año el torneo interclubes de Centroamérica denominado Copa UNCAF. En ese torneo el equipo de Pineda, tuvo el mérito de eliminar al campeón de Costa Rica, el Club Deportivo Saprissa. En la siguiente fase, el Club Deportivo Victoria perdió su pase a semifinales, al ser eliminado por el Deportivo Marquense de Guatemala. 
Después de terminado el Apertura 2006-2007, fue contratado por el Club Deportivo Marathón de San Pedro Sula. Con este equipo, Pineda logró llegar a disputar la gran final contra el Real España de la misma ciudad. En el primer encuentro jugado en  el estadio Olímpico Metropolitano, el Club Marathón venció al Real España por 2-1. Pero en el partido de vuelta, este equipo logró superar ese déficit y venció al equipo de Pineda por 3-1, quedándose con la copa del torneo Clausura 2006-2007. Al no lograr el objetivo final, la directiva del Club Marathón decidió desahacerse de sus servicios, y en su lugar contrató al técnico de origen uruguayo Manuel Keosseian.
Luego de su despido, Pineda pasó a ser asistente técnico del Club Deportivo Motagua. Durante este tiempo la Federación de Honduras le ofreció el cargo de la selección olímpica del país, pero rechazó la oferta aduciendo falta de experiencia en selecciones. Luego tuvo una oferta para dirigir al Real Club Deportivo España. Pineda solicitó un contrato hasta el 2008, pero la directiva no cedió y el Pineda asumió como entrenador del Club Motagua hasta marzo del 2008. Este hecho se debió a que el titular, Ramón Maradiaga, fue contratado por la federación de fútbol de Guatemala como seleccionador nacional.
Después de un par de partidos al frente del equipo 'Azul Profundo', donde los resultados no se le dieron, Pineda renunció al equipo y se unió al cuerpo técnico dirigido por Ramón Maradiaga con la selección de fútbol de Guatemala. 
Luego de la eliminación del equipo Chapín, fue nombrado director técnico del equipo Suchitepequez de la primera división de Guatemala. Luego de un mal comienzo con este equipo, Jorge Pineda fue amenazado a muerte por aficionados a este club, por lo que el técnico tuvo que renunciar.
En el 2009 Pineda se hizo cargo del Hispano Fútbol Club de la ciudad de Comayagua. 
Después fue técnico del Club Deportivo y Social Vida.

## Clubes

### Como jugador
| Club        | País     | Año       |
| ----------- | -------- | --------- |
| Vida        | Honduras | 1988-1996 |
| Victoria    | Honduras | 1996-1998 |
| Real Maya   | Honduras | 1998-1999 |
| Universidad | Honduras | 1999      |
| Victoria    | Honduras | 2000-2002 |
| Real España | Honduras | 2002-2003 |
| Victoria    | Honduras | 2003      |

### Como asistente técnico
| Club               | País      | Año        | Asistente de    |
| ------------------ | --------- | ---------- | --------------- |
| Motagua            | Honduras  | 2007       | Ramón Maradiaga |
| Selección nacional | Guatemala | 2008       | Ramón Maradiaga |
| Marathón           | Honduras  | 2017-2020  | Héctor Vargas   |
| Marathón           | Honduras  | 2020- 2022 | Martin Garcia   |

### Como entrenador
| Club             | País        | Año       |
| ---------------- | ----------- | --------- |
| Victoria         | Honduras    | 2005-2006 |
| Marathón         | Honduras    | 2007      |
| Motagua          | Honduras    | 2008      |
| Suchitepéquez    | Guatemala   | 2009      |
| Hispano          | Honduras    | 2010      |
| Victoria         | Honduras    | 2010      |
| Necaxa           | Honduras    | 2011-2012 |
| Vida             | Honduras    | 2013-2014 |
| Victoria         | Honduras    | 2014-2016 |
| Juticalpa        | Honduras    | 2017      |
| Marathón         | Honduras    | 2022      |
| Jocoro           | El Salvador | 2022      |
| Atlético Junior  | Honduras    | 2023      |
| Municipal Limeño | El Salvador | 2023      |
| Suchitepéquez    | Guatemala   | 2024-2025 |
| Cuervos          | Honduras    | 2025-Act. |

## Palmarés

### Como jugador

#### Campeonatos nacionales
| Título                    | Club     | País     | Año  |
| ------------------------- | -------- | -------- | ---- |
| Liga Nacional de Honduras | Victoria | Honduras | 1995 |